# Gesaku

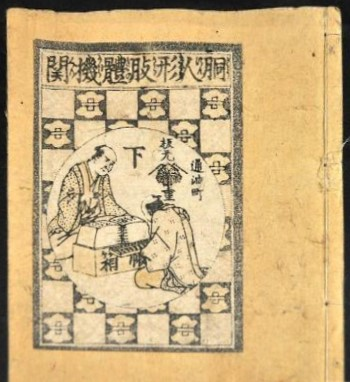
Couverture « Kibiyōshi »

Le gesaku (戯作) est un genre ou une forme alternative de littérature japonaise. Au sens le plus simple où on l'entendrait aujourd'hui, tout ouvrage littéraire d'une nature légère, satirique, moqueuse, bêtifiante ou frivole, peut être considéré comme (un) gesaku.
À la différence de leurs prédécesseurs dans le domaine littéraire, les écrivains de gesaku ne recherchent pas la beauté ou la perfection dans leurs écrits, mais plutôt l'intérêt populaire. Les écrivains de gesaku doivent vivre de la vente de leurs livres. Tout comme des livres ou des magazines populaires d'aujourd'hui, leur production vise le plus large public possible et, lorsqu'un livre rencontre le succès, il fait généralement l'objet d'autant de « suites » qu'il était possible d'en vendre.
Un exemple humoristique très populaire des ouvrages de gesaku sont les Voyages à pied sur la route du Tokaido (Tōkaidōchū hizakurige, 1802-1822), écrits par Jippensha Ikku. C'est l'histoire des voyages et des aventures rocambolesques de deux hommes insouciants cheminant de Edo à Kyoto par la route du Tokaido, le grand chemin qui relie alors Edo et Kyoto.
Sur le plan historique, gesaku est le nom donné à un groupe spécifique d'écrivains de la fin de la période Edo dont les ouvrages expriment un style badin, moqueur, parfois cynique et un certain refus de la convention.